# Casiano Delvalle
Casiano Delvalle (født 13. august 1970) er en tidligere paraguayansk fodboldspiller.

## Paraguays fodboldlandshold
| Paraguays landshold | Paraguays landshold | Paraguays landshold |
| År                  | Kmp                 | Mål                 |
| ------------------- | ------------------- | ------------------- |
| 1995                | 3                   | 0                   |
| Total               | 3                   | 0                   |